# Ugrin Csák
Este artículo trata del señor medieval de Sirmia Septentrional.
Ugrin Csák (en húngaro: Csák Ugrin, en eslavo Ugrin Čak   1311) fue un noble húngaro, señor de la región de Sirmia Septentrional a principios  del siglo XIV. Fue uno de los oligarcas más poderosos de Hungría junto con sus parientes lejanos Mateo Csák y Pedro Csák y con Amadeo Aba.

## Historia

Sirmia Septentrional, el estado de Ugrin Chak, antes de 1311.

En el comienzo del siglo XIV, el Reino de Hungría cayó en una guerra civil por el trono de Hungría, y el poder real quedó opacado ante la creciente influencia de los nobles locales. El rey Andrés III de Hungría, se vio forzado a ceder cada vez más terrenos y poder al noble Mateo Csák, quien pronto controló todo el norte del reino. Ugrin Csák por otra parte, como Señor de los territorios del Sur, pronto estuvo entre las  muchas oligarquías locales que asumieron los derechos de regir de forma independiente, sobre vastos territorios, con sus propios ejércitos privados, sistemas jurídicos propios y administrativos. 
Ugrin Csák regía sobre las regiones contemporáneas de Sirmia, Eslavonia, Bačka, y Banato, mientras que su residencia estaba en Ilok y Požega. El territorio sobre el que Ugrin tenía poder era conocido como Sirmia Septentrional, mientras que la región vecina de Baja Sirmia era regida por Stefan Dragutin. El nuevo rey húngaro, Carlos Roberto intentó vencer a estos "pequeños reyes", pero no tuvo éxito completamente. Fue irónicamente hasta la muerte de cada uno de estos oligarcas que el rey húngaro fue recuperando los territorios que estaban en posesión de los nobles. De esta forma sucedió con Ugrin, cuya muerte fue en el año 1311. Sus tierras fueron anexionadas al territorio del Rey de Hungría, sirviendo también de ventaja para Carlos Roberto, ayudándolo a derrotar a otros oligarcas locales.